# Sycoscapter longipalpus
Sycoscapter longipalpus är en stekelart som först beskrevs av Joseph 1953.  Sycoscapter longipalpus ingår i släktet Sycoscapter och familjen fikonsteklar. Inga underarter finns listade i Catalogue of Life.